# Listă de orașe din Manitoba Canada
Listă alfabetică de orașe din provincia Manitoba, Canada

## A
| - Albert, Manitoba - Alexander, Manitoba - Alonsa, Manitoba - Altona, Manitoba | - Angusville, Manitoba - Anola, Manitoba - Arborg, Manitoba - Argyle, Manitoba | - Ashern, Manitoba - Ashville, Manitoba - Austin, Manitoba |

Top of page

## B
| - Badger, Manitoba - Bakers Narrows, Manitoba - Baldur, Manitoba - Beausejour, Manitoba - Benito, Manitoba | - Binscarth, Manitoba - Birch River, Manitoba - Birds Hill, Manitoba - Birtle, Manitoba - Blumenort, Manitoba | - Boissevain, Manitoba - Bowsman, Manitoba - Brandon, Manitoba - Brochet, Manitoba - Bruxelles, Manitoba |

Top of page

## C
| - Caliento, Manitoba - Camperville, Manitoba - Carberry, Manitoba - Carman, Manitoba | - Cartwright, Manitoba - Chater, Manitoba - Churchill, Manitoba - Clearwater, Manitoba - Cottonwoods, Manitoba - Cormorant, Manitoba | - Cranberry Portage, Manitoba - Cross Lake, Manitoba - Crystal City, Manitoba - Cypress River, Manitoba |

Top of page

## D
| - Dauphin, Manitoba - Deloraine, Manitoba | - Douglas, Manitoba - Dominion City, Manitoba - Duck Bay, Manitoba | - Dugald, Manitoba |

Top of page

## E
| - East Selkirk, Manitoba - Easterville, Manitoba - Elie, Manitoba - Elgin, Manitoba | - Elkhorn, Manitoba - Elm Creek, Manitoba - Elma, Manitoba - Elphinstone, Manitoba | - Emerson, Manitoba - Erickson, Manitoba - Ethelbert, Manitoba |

Top of page

## F
| - Falcon Lake, Manitoba - Fisher Branch, Manitoba - Flin Flon, Manitoba | - Forrest, Manitoba - Fort Alexander, Manitoba - Foxwarren, Manitoba | - Fraserwood, Manitoba - Fridensfeld, Manitoba - Friedensruh, Manitoba |

Top of page

## G
| - Garden Hill, Manitoba - Gardenton, Manitoba - Garson, Manitoba - Gilbert Plains, Manitoba - Gillam, Manitoba | - Gimli, Manitoba - Gladstone, Manitoba - Glenboro, Manitoba - Gods Lake Narrows, Manitoba - Gods River, Manitoba | - Grand Rapids, Manitoba - Grandview, Manitoba - Gretna, Manitoba - Grunthal, Manitoba - Gunton, Manitoba |

Top of page

## H
| - Hadashville, Manitoba - Hamiota, Manitoba | - Hartney, Manitoba - Hochfeld, Manitoba | - Holland, Manitoba |

Top of page

## I
| - Île-des-Chênes, Manitoba | - Ilford, Manitoba | - Island Lake, Manitoba |

Top of page

## K
| - Kemnay, Manitoba - Kensville, Manitoba - Kenton, Manitoba | - Killarney, Manitoba | - Kleefeld, Manitoba |

Top of page

## L
| - La Broquerie, Manitoba - La Riviere, Manitoba - Lac Brochet, Manitoba - Lac du Bonnet, Manitoba | - Landmark, Manitoba - Leaf Rapids, Manitoba - Libau, Manitoba - Little Grand Rapids, Manitoba | - Lockport, Manitoba - Lorette, Manitoba - Lundar, Manitoba - Lynn Lake, Manitoba |

Top of page

## M
| - Mac Gregor, Manitoba - Manitou, Manitoba - Matlock, Manitoba - McCreary, Manitoba | - Melita, Manitoba - Miami, Manitoba - Minitonas, Manitoba - Minnedosa, Manitoba | - Moose Lake, Manitoba - Morden, Manitoba - Morris, Manitoba |

Top of page

## N
| - Narcisse, Manitoba - Neelin, Manitoba - Neepawa, Manitoba | - New Bothwell, Manitoba - Nelson House, Manitoba (Nisichawayasihk Cree Nation, Manitoba) | - Niverville, Manitoba - Norway House, Manitoba - Notre Dame de Lourdes, Manitoba |

Top of page

## O
| - Oakbank, Manitoba - Oakburn, Manitoba - Oak Lake, Manitoba | - Oakville, Manitoba - Olha, Manitoba - Onanole, Manitoba | - Oxford House, Manitoba |

Top of page

## P
| - Pierson, Manitoba - Pikwitonei, Manitoba - Pilot Mound, Manitoba - Pinawa, Manitoba | - Pine Falls, Manitoba - Piney, Manitoba - Pipestone, Manitoba - Plum Coulee, Manitoba | - Portage la Prairie, Manitoba - Powerview, Manitoba - Pukatawagan, Manitoba |

Top of page

## R
| - Rapid City, Manitoba - Red Sucker Lake, Manitoba - Reinfeld, Manitoba - Reston, Manitoba | - Richer, Manitoba - River Hills, Manitoba - Rivers, Manitoba - Riverton, Manitoba | - Roblin, Manitoba - Rossburn, Manitoba - Russell, Manitoba |

Top of page

## S
| - St. Adolphe, Manitoba - Ste. Anne, Manitoba - St. Boniface, Manitoba - St. Claude, Manitoba - St. Georges, Manitoba - St. Jean Baptiste, Manitoba - St. Laurent, Manitoba - St. Malo, Manitoba - St. Pierre-Jolys, Manitoba - Ste. Rose du Lac, Manitoba | - St. Theresa Point, Manitoba - St. Lazare, Manitoba - Sandy Bay, Manitoba - Sandy Lake, Manitoba - Sanford, Manitoba - Selkirk, Manitoba - Seven Sisters, Manitoba - Shamattawa, Manitoba - Sherridon, Manitoba - Shilo, Manitoba | - Shoal Lake, Manitoba - Silver, Manitoba - Snow Lake, Manitoba - Somerset, Manitoba - Souris, Manitoba - South Indian Lake, Manitoba - South Junction, Manitoba - Split Lake, Manitoba - Sprague, Manitoba - Sprucewoods, Manitoba | - Starbuck, Manitoba - Steinbach, Manitoba - Stonewall, Manitoba - Stony Mountain, Manitoba - Stuartburn, Manitoba - Sundance, Manitoba - Sundown, Manitoba - Swan River, Manitoba |

Top of page

## T
| - Tadoule Lake, Manitoba - Teulon, Manitoba - The Pas, Manitoba (Opaskwayak Cree Nation) | - Thompson, Manitoba - Treesbank, Manitoba - Treherne, Manitoba - Tolstoi, Manitoba | - Tyndall, Manitoba |

Top of page

## V
| - Vassar, Manitoba - Virden, Manitoba | - Vista, Manitoba | - Vita, Manitoba |

Top of page

## W
| - Waasagomach, Manitoba - Wabowden, Manitoba - Wanless, Manitoba - Warren, Manitoba | - Waskada, Manitoba - Wawanesa, Manitoba - West St. Paul, Manitoba - Whitemouth, Manitoba | - Winkler, Manitoba - Winnipeg, Manitoba - Winnipeg Beach, Manitoba - Winnipegosis, Manitoba |

Top of page

## Y
| - York Factory, Manitoba | - York Landing, Manitoba |  |

Top of page

## Z
- Zhoda, Manitoba

Top of page